# Conseil municipal de Trois-Rivières
Hôtel de ville de Trois-Rivières
Le conseil municipal de Trois-Rivières est composé d'un maire et de 14 conseillers élus chacun dans leurs propres districts. Depuis la fusion de 2002, la ville de Trois-Rivières ne fait plus partie d'aucune municipalité régionale de comté, elle exerce certaines compétences de celle-ci.

## Structure

### Mairie
| Maire de Trois-Rivières |
| ----------------------- |
| Jean Lamarche           |

#### Conseillers municipaux
| Districts                          | Conseillers           |
| ---------------------------------- | --------------------- |
| District du Carmel                 | Pierre Montreuil      |
| District des Carrefours            | Valérie Renaud-Martin |
| District de Châteaudun             | Luc Tremblay          |
| District de Chavigny               | Maryse Bellemare      |
| District des Estacades             | Pierre-Luc Fortin     |
| District de La Madeleine           | Sabrina Roy           |
| District de Lavérendrye            | Dany Carpentier       |
| District de Marie-de-l'Incarnation | Denis Roy             |
| District de Pointe-du-Lac          | François Belisle      |
| District des Rivières              | Claude Ferron         |
| District de Richelieu              | Ginette Bellemare     |
| District de Saint-Louis-de-France  | Michel Cormier        |
| District de Sainte-Marthe          | Daniel Cournoyer      |
| District des Vieilles-Forges       | Mariannick Mercure    |

Armoiries de Trois-Rivières.
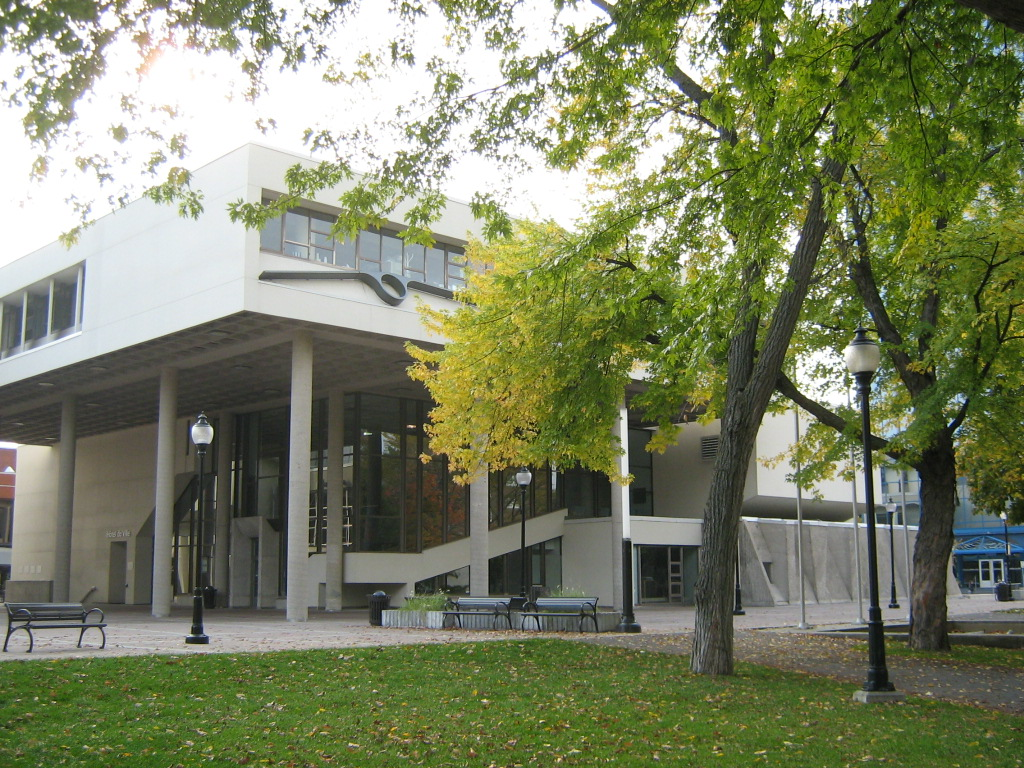
Hôtel de ville de Trois-Rivières, le 13 octobre 2008.
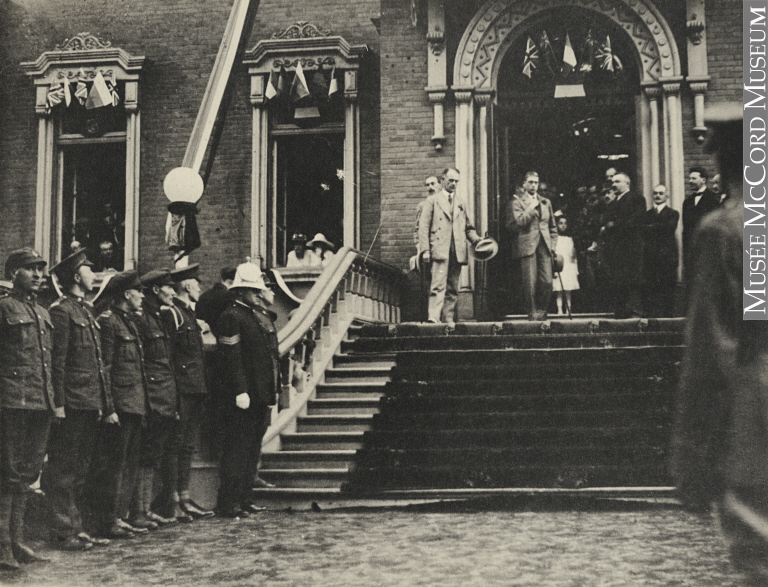
Le Prince de Galles à l'hôtel de ville, Trois-Rivières, 1919.

## Maire de Trois-Rivières
Jean Lamarche est un homme politique québécois, né en 1972. Il est élu maire de la ville de Trois-Rivières au Canada pour un 1er mandat, le 5 mai 2019, lors de l'élection municipale partielle du Québec.
Diplômé de l'Université du Québec à Trois-Rivières en communication sociale, M. Lamarche commence sa carrière au sein de la fonction publique à titre de recherchiste et réalisateur adjoint à la radio de Radio-Canada (2006 à 2008), puis comme porte-parole du ministère des Transports du Québec (2008 à 2019). Cofondateur et ancien éditeur du journal de rue La Galère, il occupe également le poste de président du comité exécutif du FestiVoix de Trois-Rivières entre 2006 et 2019.
Jean Lamarche est élu au poste de maire de Trois-Rivières le 5 mai 2019 lors des élections municipales partielles du Québec. Successeur du maire Yves Lévesque, il est le deuxième maire de la nouvelle ville de Trois-Rivières depuis les fusions municipales du Québec en 2002.